# Río Algibre
El río Algibre (en portugués, ribeira de Algibre) es un río del suroeste de la península ibérica que transcurre íntegramente por el Algarve (Portugal).

## Curso
El Algibre está formado por la confluencia de los ríos Mercês (ribeira das Mercês) y Benémola (ribeira da Benémola) cerca del pueblo de Querença en un pequeño y fértil valle. La zona se caracteriza por la existencia de numerosas esclusas y presas abandonadas que se remontan a la época de la ocupación árabe, durante la cual se regó toda la zona y la agricultura fue la actividad predominante de esta tierra. El río, junto a su afluente el río Alte, se convierte en el río Quarteira después de la confluencia de ambos ríos. El río corre hacia el este por 21,7 km.

## Fuente
- Esta obra contiene una traducción  derivada de «Algibre River» de Wikipedia en inglés, publicada por sus editores bajo la Licencia de documentación libre de GNU y la Licencia Creative Commons Atribución-CompartirIgual 4.0 Internacional.